# Fab City

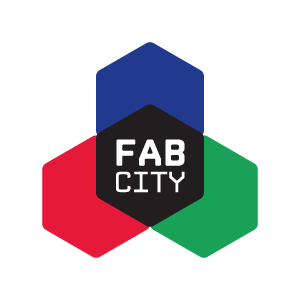
Logo du mouvement Fab City

L'initiative Fab City a été créée par la Fab City Global Initiative pour explorer des moyens innovants de créer la ville, la région et le pays du futur.
En 2011, Tomás Diez, directeur du Fablab Barcelona et instigateur de l'initiative, accompagné d'une délégation de la mairie de Barcelone, présente son idée à la FAB7. Trois ans plus tard, le maire de Barcelone, Xavier Trias, lance le défi à toutes les villes du monde de devenir autosuffisantes pour 2054.
Elle se concentre sur la transformation et le façonnage de la manière dont les matériaux sont obtenus et utilisés. Cette transformation devrait conduire à passer d'une ville d'importation et exportation de produits à une ville d'importation et exportation de données.
La Fab City est liée au mouvement des fab labs, car elles utilisent le même capital humain ainsi que l'esprit d'innovation qui les anime.
La philosophie du mouvement Fab City Global, sa gouvernance et la consistance de son discours sont sujets à de nombreuses critiques. Tomás Diez, directeur exécutif de la Fab City Foundation, a déclaré en août 2022 qu'aucun résultat mesurable de la démarche Fab City n'était démontrable depuis 2011.

## Le manifeste Fab City
Le 11 juillet 2018, lors du Fab City Summit organisé à Paris, un manifeste a été écrit et signé par Paris, Toulouse, Barcelone, Helsinki, Belo Horizonte, Groningen, Brest, la Fab Foundation, le réseau international Fab City ainsi que des acteurs publics et privés.

### Environnement durable
« Nous prônons une approche intégrée de la gestion de l’environnement pour tendre vers le zéro-émission, tout en préservant la biodiversité, les cycles écologiques et les ressources naturelles. »

### Inclusif
« Nous soutenons une co-construction équitable et inclusive des politiques publiques à travers le développement de biens communs accessibles à tou·te·s quels que soient l’âge, le genre, les revenus et les capacités des personnes. »

### Glocalisme
« Nous encourageons le partage de savoirs entre les territoires pour favoriser la diffusion des outils et des solutions adaptables aux besoins et cultures locales. »

### Participatif
« Nous engageons toutes les parties prenantes dans les processus de décision et nous encourageons chacun·e à s’emparer des innovations et de la dynamique de changement. »

### Croissance économique et emploi durable
« Nous soutenons une croissance économique urbaine durable en investissant dans le développement des compétences, des infrastructures et des cadres politiques nécessaires au XXIe siècle, par une juste prise en compte des externalités sociales et environnementales et par l’application du principe pollueur payeur. »

### Circulaire
« Nous soutenons l’utilisation efficace et mutualisée de toutes les ressources locales disponibles pour fabriquer une ville productive et vivante dans une approche d’économie circulaire. »

### Centré sur l'humain
« Nous donnons la priorité aux personnes et à la culture sur les objets techniques pour faire de la ville un écosystème vivant et résilient. Véhicules autonomes, outils numériques, intelligence artificielle, machines robotisées doivent être mis au service du bien-être et des attentes des personnes. »

### Holistique
« Nous intégrons toutes les dimensions et toutes les interdépendances des sujets urbains pour construire une ville durable, résiliente et inclusive. »

### Philosophieopen source
« Nous soutenons les communs numériques, adhérant aux principes de l’open source et qui valorisent l’open data, pour stimuler l’innovation et développer des solutions partagées entre villes et territoires. »

### Expérimental
« Pour répondre aux principes qui viennent d’être édictés, nous soutenons activement la recherche, l’expérimentation et le déploiement de l’innovation, notamment sur les enjeux suivants : chaînes logistiques à faible impact ; production distribuée ; énergies renouvelables et réseaux intelligents ; alimentation durable et agriculture urbaine, recyclage et réemploi de matériaux… »

## Critiques de la gestion Fab City Global
L'organisation de la conférence annuelle des fablabs FAB17 et d'un Fab City Summit conjoint à Bali en octobre 2022 en format uniquement présentiel a provoqué de nombreuses questions de pertinence du discours dans le réseau des fablabs et fab city. En effet, le cœur de l'action de la charte de fab city est de promouvoir la résilience des territoires par la soutenabilité ; il s'agit de favoriser l'économie circulaire. L'encouragement massif à recourir à des vols inter-continentaux, notamment par l'absence d'organisation d'un évènement en ligne ou hybride, mènerait à un coût estimé en équivalent CO2 de plus de 500 tonnes pour 300 participants étrangers estimés. De plus, l'un des principaux intervenants (keynote) de la conférence FAB17, Ilham Habibie, est président d'une entreprise d'investissements, notamment dans le secteur des énergies fossiles et diverses activités de minage de métaux. Ilham Habibie est président de The Habibie Center et de CAST, deux organisations sponsors de l'évènement.
À la suite de critiques publiques au regard du non-sens de l'organisation de la conférence à Bali, notamment pour Fab City, une discussion organisée par le studio de design ONG thr34d5 a été tenue en ligne le 11 août 2022 avec Tomás Diez, Peter Troxler (co-responsable de la session de recherche de FAB17) et Francesco Cingolani (membre du conseil de supervision de la Fab City Foundation). Organisée dans un but de convergence et de dialogue avec Tomás Diez comme représentant de la fondation, la discussion a abordé plusieurs points concernant la démarche globale. La soutenabilité — vis-à-vis de l'évènement comme de la démarche globale, l'inclusion sociale — concernant les profils de fréquentation peu diversifiés des fablabs et l'implication pour fab city, les pratiques de design — notamment très technicistes et objectivisantes des fab labs et leurs conséquences pour une pratique plus orientée communautés, et la gouvernance du mouvement global. Avec un accord préalable de Tomás Diez plus d'un mois auparavant, trois engagements ont été demandés à la fin de cette discussion pour l'amélioration de la démarche et l'ouverture du réseau global. Dans la dernière partie de la vidéo concernant les engagements, Tomás Diez déclare qu'aucun résultat mesurable de la démarche Fab City n'était démontrable depuis 2011, que la méthode de travail ne changerait pas, que la fondation accélérera encore ses activités, et ambitionne de faire rejoindre des villes du Sud économique (villes ou pays non précisés) d'ici 18 mois.

## Villes et régions membres

### Afrique

#### Afrique du Sud
- Ekurhuleni (depuis 2015)

#### Maroc
- Rabat (depuis 2018)

- Casablanca (depuis 2019)

- Tanger (depuis 2020)

### Amérique

#### Brésil
- Belo Horizonte (depuis 2018)
- Curitiba (depuis 2015)
- Recife (depuis 2019)
- São Paolo (depuis 2019)
- Sorocaba (depuis 2018)

#### Canada
- Montréal (depuis 2021)

#### Chili
- Santiago[9] (depuis 2016)

#### États-Unis
- Boston (depuis 2015)
- Cambridge (depuis 2015)
- Detroit (depuis 2015)
- Oakland[10] (depuis 2018)
- Sacramento (depuis 2016)
- Somerville[11] (depuis 2015)

#### Mexique
- Mexico (depuis 2018)
- Puebla (depuis 2018)
- Yucatán (depuis 2019)

### Asie

#### Bhoutan
- Thimphou (depuis 2016)

#### Chine
- Shenzhen[12] (depuis 2015)

#### Corée du Sud
- Séoul (depuis 2018)

#### Inde
- Kerala (depuis 2015)

#### Japon
- Kamakura (depuis 2018)

### Europe

#### Allemagne
- Hambourg[13] (depuis 2019)

#### Croatie
- Zagreb[14] (depuis 2018)

#### Espagne
- Barcelone[15] (depuis 2014)

#### France
- Auvergne-Rhône-Alpes (depuis 2018)
- Brest[16] (depuis 2017)
- Occitanie (depuis 2017)
- Paris[17] (depuis 2016)
- Rennes (depuis 2019)
- Toulouse (depuis ?)
- Montpellier (depuis 2021)

#### Géorgie
- Géorgie (pays) (depuis 2015)

#### Pays-Bas
- Amsterdam (depuis 2016)
- Velsen (depuis ?)

#### Royaume-Uni
- Plymouth (depuis 2019)

## Fab City Summit
Les Fab City Summits sont des conférences organisées depuis 2014.
- 2014 : Barcelone, Espagne
- 2015 : Amsterdam, Pays-Bas
- 2017 : Copenhague[18], Danemark
- 2018 : Paris, France
- 2020 : Montréal, Canada
- 2022 : Bali, Indonésie

## PITO / DIDO[Quoi ?]

Production et consommation linéaire au lieu de circulaire.